# Schnidejoch
La Schnidejoch è un valico di alta quota nelle Alpi Bernesi posto a 2.756 m s.l.m. tra le cime dello Schnidehorn e del Wildhorn. Esso collega il Canton Berna e il Canton Vallese, a 15 km verso sud si raggiunge Sion, a 10 km verso nord si raggiunge la cittadina di Lenk.

## Sito archeologico

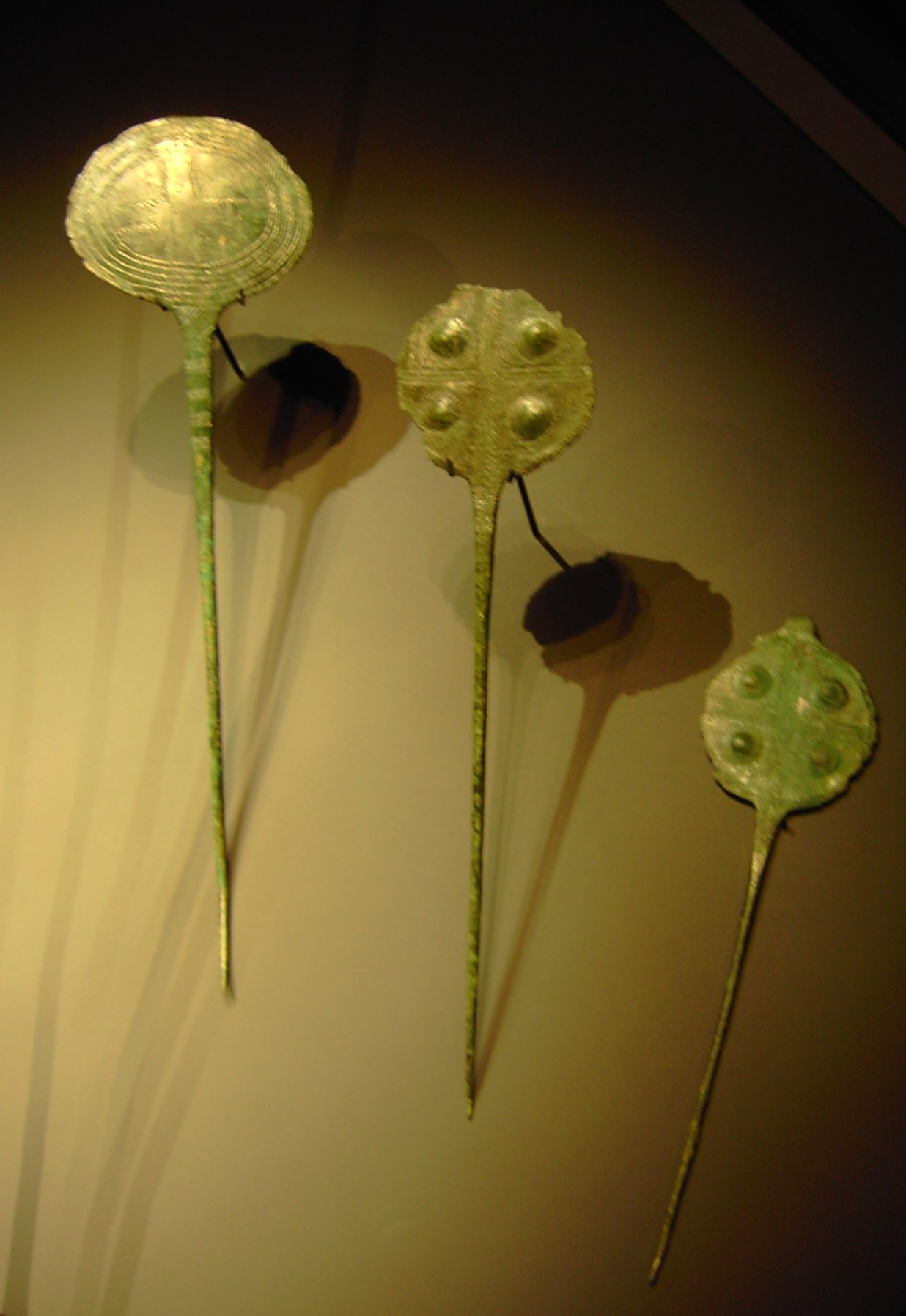
Scheibenkopfnadeln: Al centro lo spillone trovato sul passo, a sinistra uno spillone trovato a Saillon, a destra uno trovato a Bex in Vallese.

Nell'estate caldissima del 2003, lo scioglimento di buona parte del ghiaccio che copriva il passo ha portato alla luce molti reperti archeologici, risalenti, secondo le analisi al carbonio 14, eseguite dall'Università di Zurigo, fino a 6000 anni fa. Campagne archeologiche susseguitesi negli anni 2004-2007 hanno portato alla luce oltre 400 reperti. Essi coprono un ampio periodo di tempo che va dal Neolitico all'era romana. Tra essi figurano punte di frecce, un arco, una faretra, frammenti di vestiti e scarpe in cuoio e rafia, spille dell'età del bronzo e chiodi di calzari romani. Il più antico di essi è una ciotola di legno di olmo scoperta nel 2007 che risalirebbe a 6500 anni fa. Questi ritrovamenti confermano che il passo, in epoca preistorica e fino all'era romana, venne utilizzato dalle popolazioni dei due versanti. Il clima in quel lontano periodo si suppone fosse da 0.5 a 2 gradi più caldo dell'attuale. Di fatto questo passo, se libero dai ghiacci, risulta essere la via più breve tra il sud e il nord della regione centrale delle Alpi.

## Fonti
- Fundbericht 2006. In: Jahrbuch Archäologie Schweiz. Basel. Bd. 90/2007, S. 135–214.
- Georges Tscherrig: Nach dem "Ötzi" wird weiter gesucht: Neue Funde aus dem Eis am Schnidejoch. In: Walliser Bote. 2006, 270, S.9.
- Georges Tscherrig: Funde am (ältesten?) Passübergang Bern–Wallis. In: Walliser Bote. 2005, 263, S.11.
- Peter J. Suter et al.: Prähistorische und frühgeschichtliche Funde aus dem Eis: Der wiederentdeckte Pass über das Schnidejoch. In: Archäologie der Schweiz. Basel. 28/2005, 4, S.16–23.